# Boukaïs
Boukaïs (în arabă بوقايس) este o comună din provincia Béchar, Algeria.
Populația comunei este de 937 de locuitori (2009).